# Amor mio
«Amor mio» (с итал. — «Моя любовь») — песня, записанная итальянской певицей Миной в 1971 году для её одноименного студийного альбома. Песня была написана Лучо Баттисти и Моголом, а аранжировку сделал Джан Пьеро Ревербери.
Песня имела большой успех в Италии, проведя восемнадцать недель в первой пятерке чарта синглов. Песня также считается одной из фирменных песен Мины. Мина записала испанскую версию песни под названием «Amor mío» для латиноамериканского музыкального рынка.
Би-сайд сингла представлял собой кавер-версию песни «I’ll Be Home» на итальянском языке под названием «Capirò», написанную Рэнди Ньюманом. Автором адаптированного текста была Франка Эванджелисти. Песня также была включена в альбом Mina.

## Список композиций
7"-сингл
A. «Amor mio» — 4:46
B. «Capirò (I’ll Be Home)» (Франка Эванджелисти, Рэнди Ньюман) — 2:56

## Чарты
| Чарты (1971)                        | Высшая позиция |
| ----------------------------------- | -------------- |
| Италия (Discografia internazionale) | 2              |
| Италия (Musica e dischi)            | 2              |

## Кавер-версии
- В 1972 году итальянский певец Джонни Дорелли записал английскую версию песни под названием «I’m a Believer»[6]